# Şenpazar
Şenpazar là một huyện thuộc tỉnh Kastamonu, Thổ Nhĩ Kỳ. Huyện có diện tích 216 km² và dân số thời điểm năm 2007 là 5538 người, mật độ 26 người/km².